# Hidehiko Matsumoto
Hidehiko „Sleepy“ Matsumoto (jap. 松本 英彦; * 12. Oktober 1926 in Tamashima (heute: Kurashiki), Präfektur Okayama; † 29. Februar 2000 in Tama) war ein japanischer Saxophonist des Modern Jazz und Filmschauspieler. Der auch Flöte spielende Matsumoto zählte zu den ersten japanischen Jazzmusikern, die internationale Anerkennung fanden. 

## Leben und Wirken
Matsumoto lernte zunächst Klarinette in der Schule. 1949 spielte er in der ersten Bebop-Gruppe Japans, der „CB Nine“. 1951 uns 1952 war er Mitglied der Swing Journal All Stars und gehörte den „Six Joes“ an, bevor er eigene Bands, wie die „Big Four“, leitete. In den 1950er Jahren war er auch als Filmschauspieler tätig. 1959 spielte er im Quintett des Schlagzeugers Hideo Shiraki; beim Monterey Jazz Festival 1963 trat er mit dem Orchester von Gerald Wilson auf. 1964 begleitete er mit seinem am Hardbop orientierten Quartett Miles Davis auf dessen Japantournee. Später arbeitete er mit Charlie Mariano und Toshiko Akiyoshi zusammen. Er hat mehrere Alben unter eigenem Namen eingespielt, zuletzt 1992 „Papillon“ mit Randy Brecker, Lew Soloff und Steve Gadd.

## Diskographische Hinweise
- Sleepy (1976)
- Great Tenor Sax (1981)

## Lexigraphische Einträge
- Martin Kunzler: Jazz-Lexikon. Band 2: M–Z (= rororo-Sachbuch. Bd. 16513). 2. Auflage. Rowohlt, Reinbek bei Hamburg 2004, ISBN 3-499-16513-9.